# Willem Voogd
Willem Voogd, né le 16 décembre 1988 à Amsterdam, est un acteur néerlandais.

## Filmographie

### Cinéma
- 2001 : Magonia (nl) de Ineke Smits[2]
- 2002 : Oesters van Nam Kee (nl) : Berry, 13 jr
- 2002 : De Afrekening : Tobias
- 2007 : Timboektoe (nl) de Dave Schram : Jules[3]
- 2012 : Drôle de prof de Barbara Bredero : Mees Kees[4]
- 2013 : Drôle de prof 2 : Au camping de Barbara Bredero : Mees Kees[5]
- 2014 : Drôle de prof 3 : Sur les planches de Barbara Bredero : Mees Kees[6]
- 2016 : In My Father's Garden (nl) de Ben Sombogaart : Ruben[7]
- 2018 : Orange Fever de Pim van Hoeve[8]

### Téléfilms
- 2004 : Grijpstra & De Gier (nl) : Jeroen Tersteeghe
- 2005 : Samen (nl) : Thierry
- 2008 : We gaan nog niet naar huis (nl) : Tim
- 2008 : SpangaS : Mick
- 2008 : De Co-assistent (nl) : Frans Mulder
- 2012 : Feuten (nl) : Van Earnewoude
- 2013 : Dokter Tinus : Dennis Flint
- 2015 : Zwarte Tulp (nl) : Martijn Kester
- 2015 : Flikken Maastricht : Dimitri Goor
- 2016 : Project Orpheus : Ivan Zabolotski